# Corre-soques orellut andí
El corre-soques orellut andí (Pseudocolaptes boissonneauii) és una espècie d'ocell de la família dels furnàrids (Furnariidae). Habita la selva humida de muntanya als Andes, des del nord de Veneçuela, cap al sud, a través de Colòmbia, Equador, Perú i Bolívia.